# Alessandro Dimai
Alessandro Dimai (Brunico, 25 settembre 1962 – Cortina d'Ampezzo, 7 marzo 2019) è stato un astronomo amatoriale italiano.

## Biografia
Il Minor Planet Center gli accredita la scoperta dell'asteroide 50240 Cortina effettuata il 28 gennaio 2000.
Dal 1999 al 2013 Dimai scoprì indipendentemente diciotto supernovae: 1999gn, 2001ej, 2002jo, 2005cx, 2008P, 2008ib, 2008ig, 2009bu, 2011fd, 2012M, 2012fs, 2012gf, 2012if : ne ha inoltre co-scoperte quattro: SN2000cr, SN2001gd, SN 2005dl e SN2005dv.
Scoprì anche due stelle variabili il 23 giugno 2007 e l'8 febbraio 2013..

## Riconoscimenti
Gli è stato dedicato l'asteroide 25276 Dimai, scoperto dall'astronomo Vittorio Goretti il 15 novembre 1998 .